# Otradnoje (rejon nowousmański)
Otradnoje (ros. Отрадное) – osiedle w Rosji, w obwodzie woroneskim, w rejonie nowousmańskim. W 2010 liczyło 4581 mieszkańców.